# Mafa (peuple)
Pour les articles homonymes, voir Mafa.

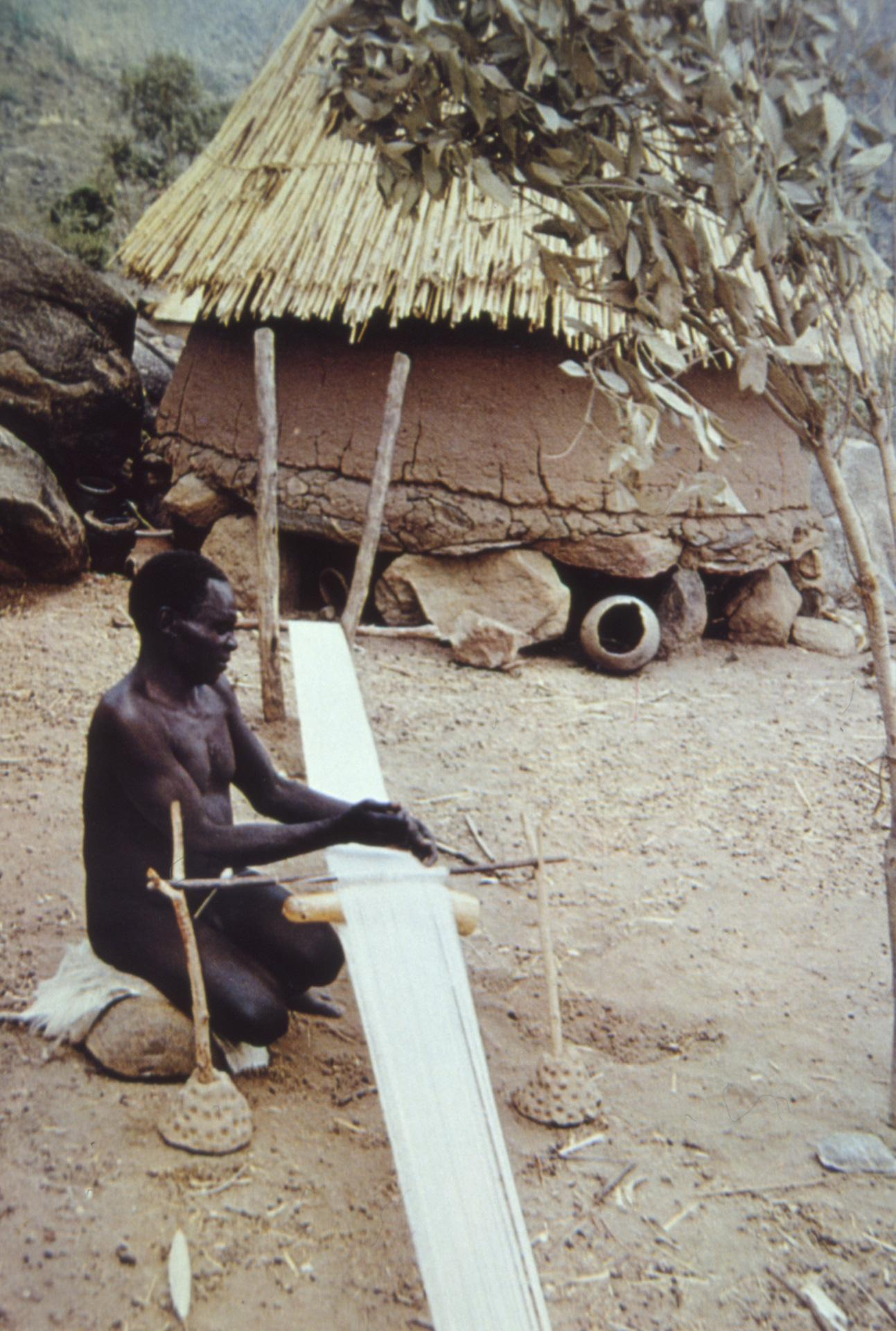
Tisserand Mafa dans la région de Mokolo

Les Mafa ou anciennement Matakam sont une population d'Afrique centrale, surtout présente à l'extrême nord du Cameroun, également au Nigeria.
Le peuple mafa est constitué de plusieurs groupes qui se distinguent par leurs accents. Avec les Kapsiki, les Mofu, les Guiziga, les Mada, les Mahtal, les Zulgo, les Podoko, les Mouyeng, ils composent l'essentiel de ce que les Mandara (ethnie islamisée habitant la plaine et quelques contreforts des Monts Mandara) appellent vulgairement les Kirdis ou peuples païens. Ils sont connus pour avoir été les premiers en contact avec le colonisateur allemand.

## Ethnonymie

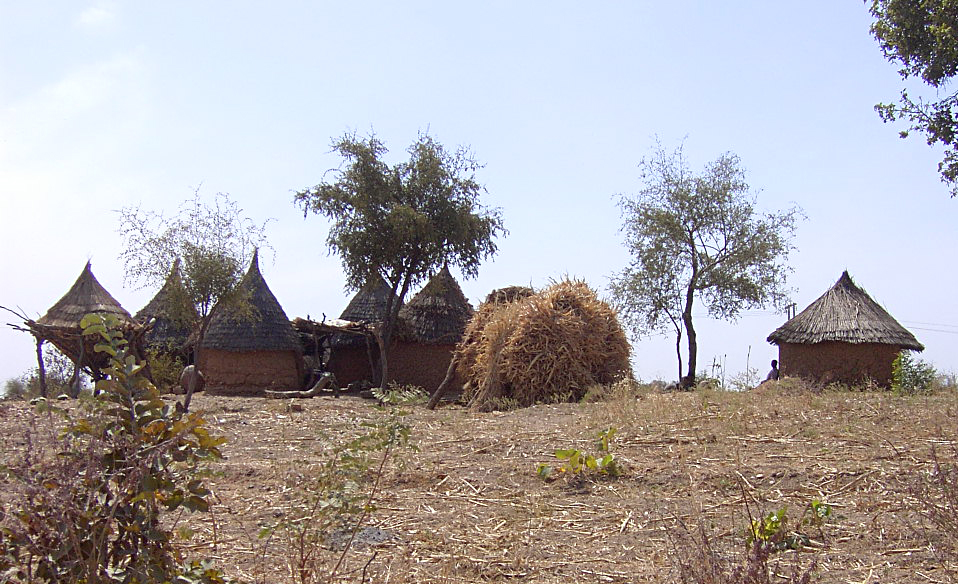
Habitations matakam près de Maroua

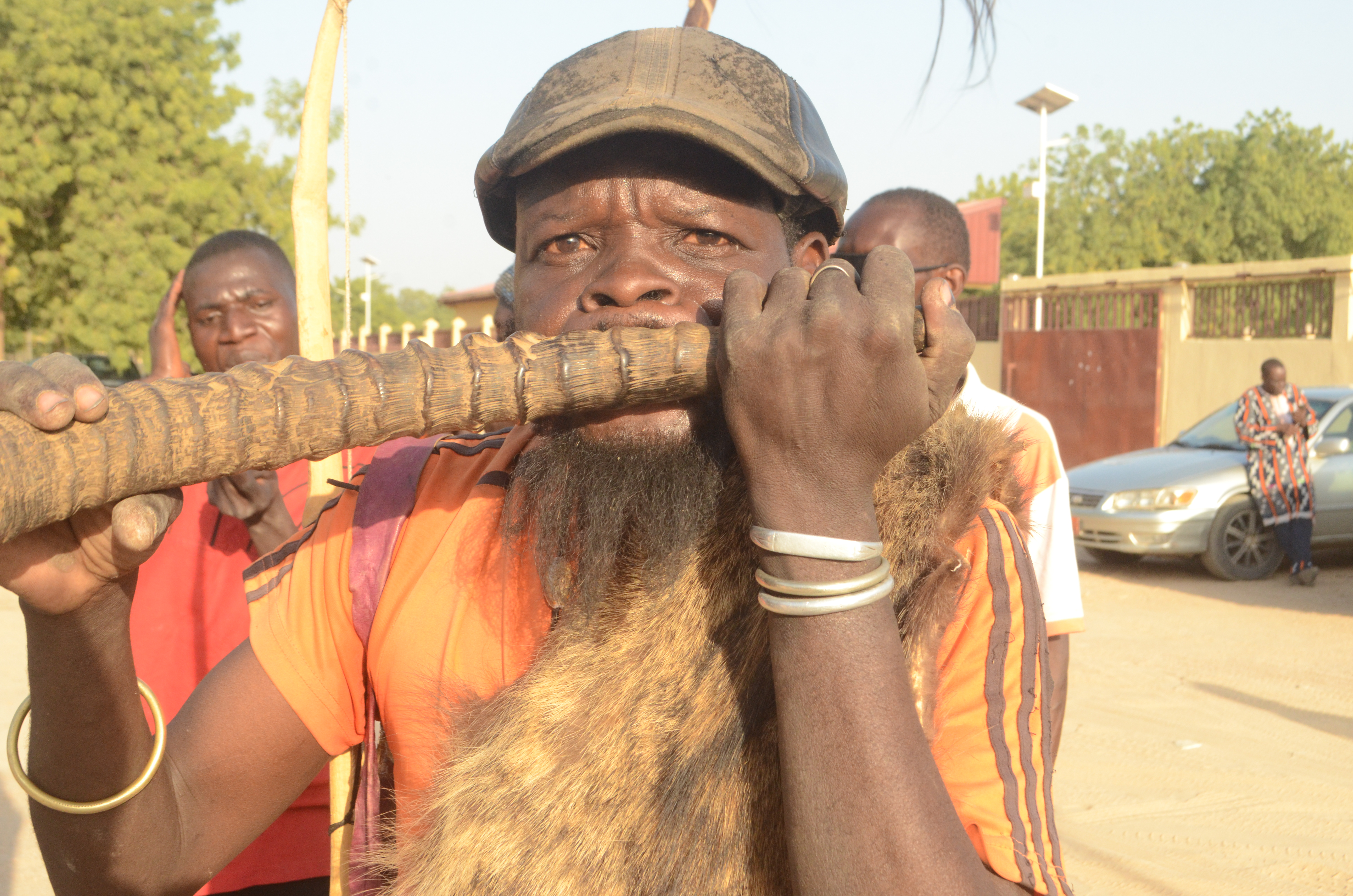
Danse mafa avec de la flûte

Selon les sources et le contexte, on observe plusieurs formes : Bulahai, Mafahay, Mafa, Matakam, Matakams, Mofa, Natakan, Wula.
Selon Jean-Yves Martin en 1970, les Mafa seraient un sous-groupe des Matakam, aux côtés des Boulahai (habitant aux environs de Mokolo et des Mabass (habitant le village du même nom) qui partagent la même langue, des Hidé (langue commune avec les Mafa) et des Minéo. Au-delà d'une proximité linguistique pour les quatre premiers groupes, le nom commun de Matakam résulterait de l'appropriation d'un sobriquet initialement donné par les Peuls (ou Foulbé) et traduirait une revendication identitaire. En 2008, pour Zacharie Perevet, qui se revendique Mafa, l'ethnonyme « Matakan » est une appellation péjorative qui regroupe les quatre premiers sous-groupes décrits par Jean-Yves Martin, qu'il identifie tous comme Mafa.

## Langue
Ils parlent le mafa, une langue tchadique, dont le nombre de locuteurs était estimé à 136 000 au Cameroun en 1982.

## Religion et croyances

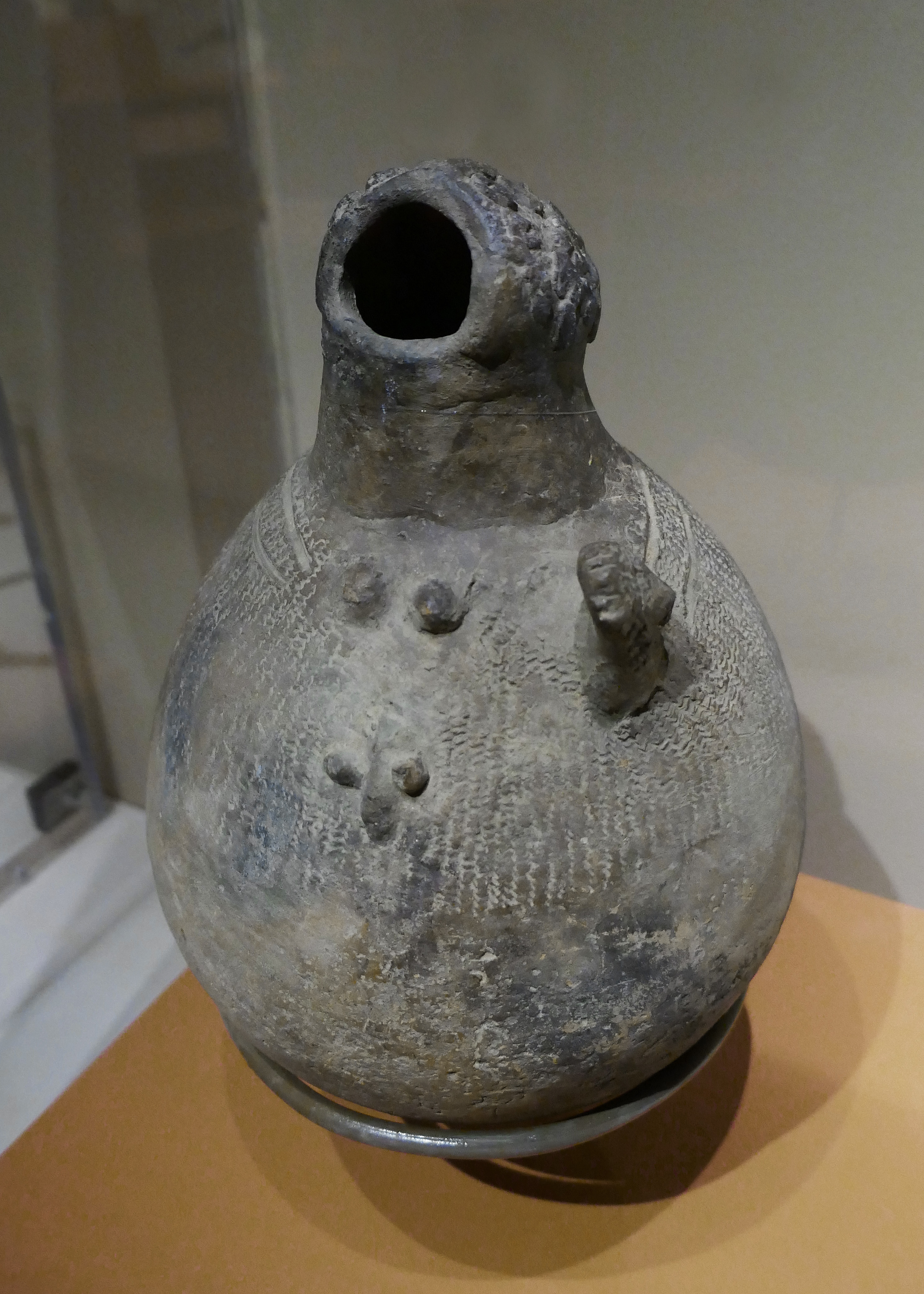
Poterie sacrée bulahay (zíghílé).

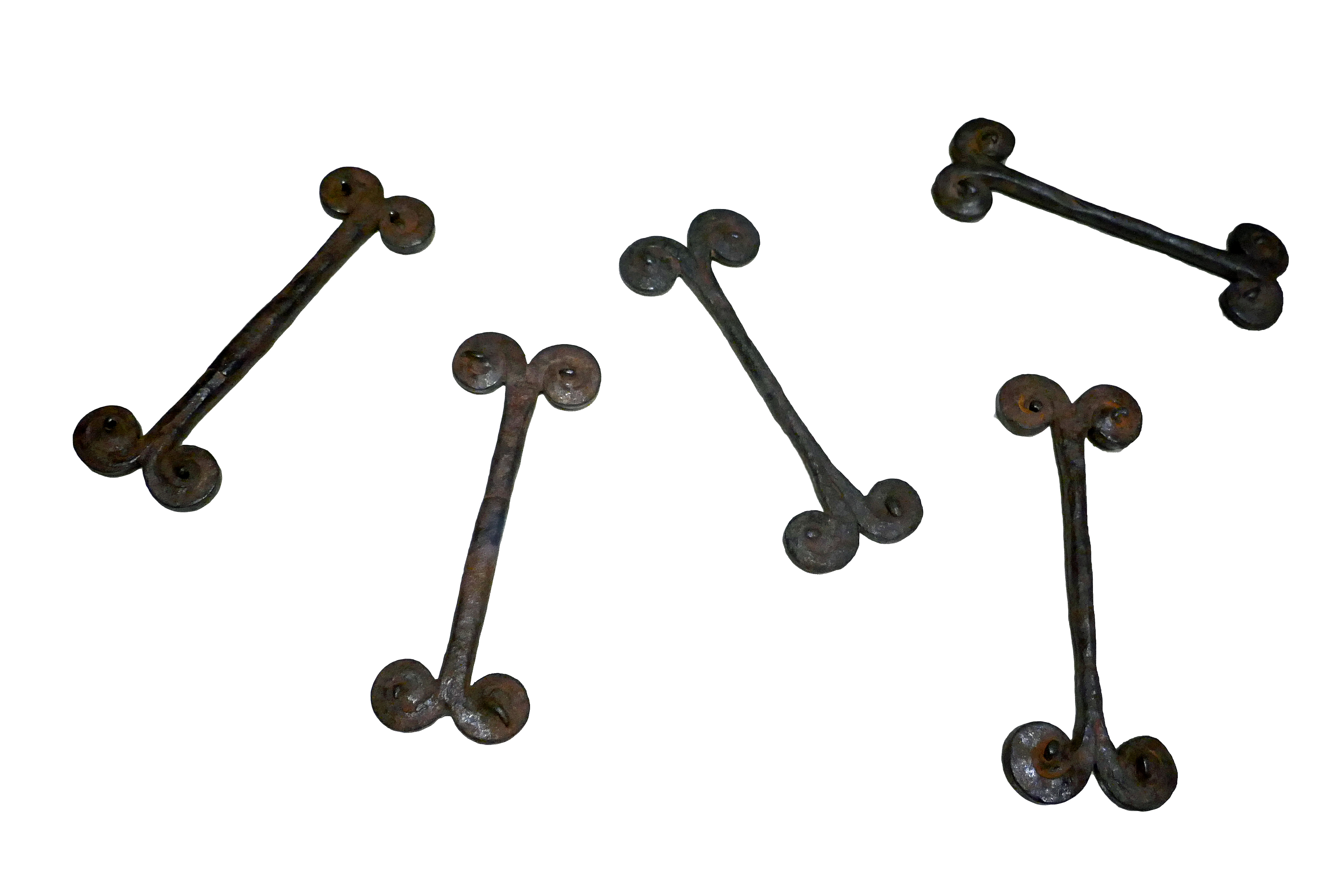
Monnaie composée de barres de fer.

Les Mafa, quelquefois qualifiés d'animistes (par certains occidentaux) ou de « païens » (par les musulmans) croient en un Dieu unique ou « Dieu des humains » appelé Jigilé, Zigélé ou Zhikle selon les transcriptions. Ce dieu créateur unique est toutefois accompagné d'émanations et de génies protégeant un domaine particulier (par exemple le dieu de la maison, Jigilé-gay). On s'adresse à lui par le truchement des ancêtres dont le culte occupe une place prépondérante dans les rituels. Il convient en outre de s'attirer ou de conserver les faveurs des forces naturelles ou biologiques : la terre, la pluie, les femmes qui ont un esprit Halalay au même titre que les animaux même nuisibles comme les criquets ou que les ancêtres.
A part le jigilé, les mafa ont une forte croyance aux poteries de manière générale. Ils ont d'ailleurs  développé un système religieux autour d'elles. Les poteries transcendent la dimension physique, elles peuvent soigner et plus loin elles pérennisent la vie. Après  le décès d'un babgay (père de la famille), son fils ainé a obligation de faire fabriquer jigilé baba, une poterie  le représentant. Cette poterie est gardée dans la maison de ce fils. A travers elle, le défunt vit à jamais .

## Régime alimentaire
Le régime alimentaire est principalement végétal. Les composants essentiels de la nourriture sont les différentes sortes de sorgho, de mil ainsi que l'éleusine pour les céréales, et le niébé pour les légumineuses. Ces préparations sont accompagnées de sauces à base de plantes. Plus exceptionnellement, des ingrédients d'origine animale sont utilisés : viande grillée ou séchée issue des animaux sacrifiés en hommage aux ancêtres (fête du taureau où le « bœuf de case » est sacrifié) mais aussi viande de chèvre. On en extrait des lipides dans ce qui est appelé « la graisse » (mbǝza), un mélange de graisse, d'os et de cartilages en voie de décomposition. La graisse des intestins est suspendue dans le péritoine, mise à sécher au soleil puis broyée à plusieurs reprises afin d'obtenir une bouillie conservée en jarres. Elle est consommée tout au long de l'année comme composante des sauces dont elle relève le goût.

### Discographie
- Francis Corpataux (collecteur), Le chant des enfants du monde. Cameroun (disque no 3 : populations Dii, Tupuri, Mafa, Mada, Fufulbé), Arion, CD (52 min 10 s) + notice descriptive